# Commissione internazionale di stratigrafia
La Commissione internazionale di stratigrafia, nota internazionalmente con il suo nome inglese International Commission on Stratigraphy e spesso abbreviata in ICS, è un sottocomitato permanente dell'Unione internazionale di scienze geologiche (IUGS) e si occupa di problematiche su scala globale relative alla stratigrafia, geologia e geocronologia.

## Scopi
Uno dei suoi scopi principali, un progetto che è iniziato nel 1974, è la definizione di standard multidisciplinari e globali che permettano un più agevole confronto paleontologico e geobiologico tra varie regioni della Terra attraverso un riferimento preciso e rigoroso delle sezioni stratigrafiche dei siti fossili. Tali sezioni, una volta che siano state identificate e approvate in base a una serie di requisiti prefissati, vengono definite Sezioni e punti stratigrafici globali.
In aggiunta alla classificazione stratigrafica, la ICS definisce anche criteri alternativi di riferimento denominati Età stratigrafiche globali standard (GSSA) in cui le caratteristiche e i criteri di datazione sono fissati in base ad altri metodi scientifici come le sequenze di allineamento magnetico e criteri radiometrici, incoraggiando il dibattito tra paleontologi, geologi, geobiologi e cronostratigrafi.

## Pubblicazioni
L'ICS pubblica regolarmente i rapporti ufficiali sul sito International Stratigraphic Chart. Vengono anche pubblicate le "proposte in discussione" (working proposal), che tuttavia assumono veste ufficiale solo dopo l'approvazione da parte della IUGS.
Un caso recente di controversia è stato quello relativo allo scorporo del Quaternario dal Neogene, fonte di notevoli discussioni e dibattiti tra opinioni contrapposte, e che è stato risolto solo nel 2009.